# فیفا ۱۸
فیفا ۱۸ (به انگلیسی: FIFA 18) یک بازی ویدئویی شبیه‌سازی و مرتبط با ورزش فوتبال در سبک ورزشی است که توسط ای‌ای اسپورتس و در سال ۲۰۱۷ و در پلت‌فرم‌های مایکروسافت ویندوز، پلی‌استیشن ۳، پلی‌استیشن ۴، اکس‌باکس ۳۶۰، اکس‌باکس وان، و نینتندو سوئیچ منتشر شده‌است. همانند نسخه پیشین یعنی فیفا ۱۷ بازیکنان شاهد بخش داستانی (the journey) در فیفا ۱۸ می‌باشند. این بخش در بازی پیشرفت بسیاری نسبت به نسخه پیشین داشته‌است. در این نسخه بخش افسانه‌ای به همراه بازیکنان جدید و همچنین لیگ دسته سوم آلمان به بازی اضافه شده‌اند. همچنین در آپدیتی که در ۲۹ مه ۲۰۱۸ به صورت رایگان منتشر شد که جام جهانی ۲۰۱۸ روسیه به بازی اضافه شد که علاوه بر آن تمامی تیم‌ها و ورزشگاه‌های جام جهانی به اضافه آپدیت ۴۰ فیس و (اضافه شدن تیم ملی فوتبال ایران و…) را در بر می‌گیرد و ای ای اسپورتس این بازی را بهترین نسخه سری های فیفا معرفی کرده است.

## روند بازی
بازیکنان در بخش داستانی در نقش «الکس هانتر» ایفای نقش می‌کنند. این بازیکن در تیم‌هایی نظیر لس آنجلس گلکسی، چلسی، منچستر یونایتد و اتلتیکو مادرید بازی خواهد کرد. همچنین در این بخش بازیکنان مشهور فوتبال مانند کریستیانو رونالدو، ریو فردیناند، تیری آنری و آنتوان گریزمن نیز حضور دارند. سازندگان برای واقعی سازی این بخش، از خود بازیکنان در بازی استفاده کرده‌اند. در این بخش هانتر در مقطعی از فصل مصدوم می‌شود و بازیکن می‌تواند در آن زمان به جای الکس هانتر، از دنی ویلیامز استفاده کند.
و در بخشی با نام کریر(career) می‌توانید برای خود بازیکنی بسازید یا در نقش بازیکن واقعی بازی کنید و می‌توانید مربیگری یک تیم را بر عهده بگیرید و همچنین تغییراتی نظیر کات سین‌هایی که در مذاکرهٔ بین مربی با مربی یا مربی با بازیکن و مدیر برنامه اش و برای انتخاب و گزینش مکالمه که فقط برای خرید و فروش بازیکن است در بازی مشاهده شده‌است.

## روند ساخت
سازندگان سعی کرده‌اند با لایسنس ورزشگاه‌های واندا متروپولیتانو اتلتیکو مادرید و ورزشگاه استاب هاب سنتر لس آنجلس گلکسی، این دو ورزشگاه را به فهرست ورزشگاه‌های بازی اضافه کنند. در این بازی سازندگان علاوه بر بهبود گرافیک در انیمیشن‌های حرکتی و صورت بازیکنان، فضای ورزشگاه‌ها را نیز بهبود بخشیده‌اند. تابلوهای تبلیغاتی و بنرهای طرفداران بسته به موقعیت جغرافیایی تغییر می‌کند. صدای تماشاچیان نیز در سراسر جهان ضبط شده‌است تا محیط بازی واقعی‌تر شوند.

## بازخوردها
این بازی برای مایکروسافت ویندوز و پلی استیشن چهار و ایکس باکس وان امتیازات مطلوبی را به صورت کلی به دست آورد. اما امتیازات مربوط به نسخهٔ نینتندو سوییچ نتوانست امتیاز مطلوبی به دست آورد و موفق به دریافت امتیاز متوسط شد.
| گردآورنده | امتیاز                                             |
| --------- | -------------------------------------------------- |
| متاکریتیک | 84/100 (XONE) 84/100 (PS4) 81/100 (PC) 68/100 (NS) |

| ناشر         | امتیاز             |
| ------------ | ------------------ |
| گیم اینفورمر | 8.75/10            |
| گیم رولیشن   | [ ۶ ]              |
| گیم‌اسپات     | 7/10               |
| گیمز ریدار+  | [ ۸ ]              |
| آی‌جی‌ان       | 8.1/10 (NS) 5.5/10 |

## ۲۰ بازیکن برتر بازی
1. کریستیانو رونالدو (۹۴)
2. لیونل مسی (۹۳)
3. نیمار (۹۲)
4. لوییس سوارز (۹۲)
5. مانوئل نویر (۹۲)
6. روبرت لواندوفسکی (۹۱)
7. سرخیو راموس (۹۰)
8. ادن آزار (۹۰)
9. تونی کروس (۹۰)
10. گونسالو ایگواین (۹۰)
11. داوید د خیا (۹۰)
12. لوکا مودریچ (۸۹)
13. جانلوئیجی بوفون (۸۹)
14. الکسیس سانچز (۸۹)
15. جورجو کیه‌لینی (۸۹)
16. گرت بیل (۸۹)
17. کوین دی بروینه (۸۹)
18. سرخیو آگوئرو (۸۹)
19. تیبو کورتوا (۸۹)
20. آنتوان گریزمن (۸۸)

منبع